# Chlum (Lučice)
Chlum (německy Chlum) je základní sídelní jednotka obce Lučice v okrese Havlíčkův Brod v kraji Vysočina. Nachází se asi 9 km severozápadně od centra Havlíčkova Brodu.
V Chlumu je registrováno 18 čísel popisných. Nachází se zde kříž a malý rybník. Prochází tudy silnice III/34724, která Chlum spojuje s Lučicí a Radostínem. Jižně od Chlumu se nachází kopec Horní Chlum vysoký 570 m.